# Călimănești
Călimănești, sovint coneguda com a Călimănești-Căciulata, és una ciutat del comtat de Vâlcea, al sud de Romania. Es troba a la regió històrica d'Oltènia i la part nord del comtat, a la ruta tradicional que connecta la regió amb Transsilvània, i a l'extrem sud de la vall del riu Olt que travessa els Carpats del Sud.
La ubicació de diverses fonts termals, Călimănești-Căciulata, es coneix com a ciutat termal. Durant el segle xx, s'hi van construir molts hotels i instal·lacions de tractaments de bellesa a Căciulata, una zona nord de la ciutat, a prop del monestir de Cozia. El monestir va ser construït per Mircea el Vell el 1388, que també és el dia de la ciutat Călimănești i Râmnicu Vâlcea (just al sud de la DN7).
Els voltants de la ciutat estan plens de fonts d'aigua dolça i aigües termals que no s'utilitzen. El nucli antic era una mica més petit, l'illa que es veu al riu Olt era més gran i la carretera es trobava a l'actual llit del riu. Al 1918 va ser el principal punt d'invasió a Transsilvània. La ciutat es construeix al llarg de la carretera DN7. La segona carretera més utilitzada a Romania, utilitzada pels romanesos per viatjar fins a Transsilvània i recentment sovint anava a Hongria, Àustria i moltes altres nacions de la UE.
La ciutat administra cinc pobles: Căciulata, Jiblea Nouă, Jiblea Veche, Seaca i Păușa.

## Galeria

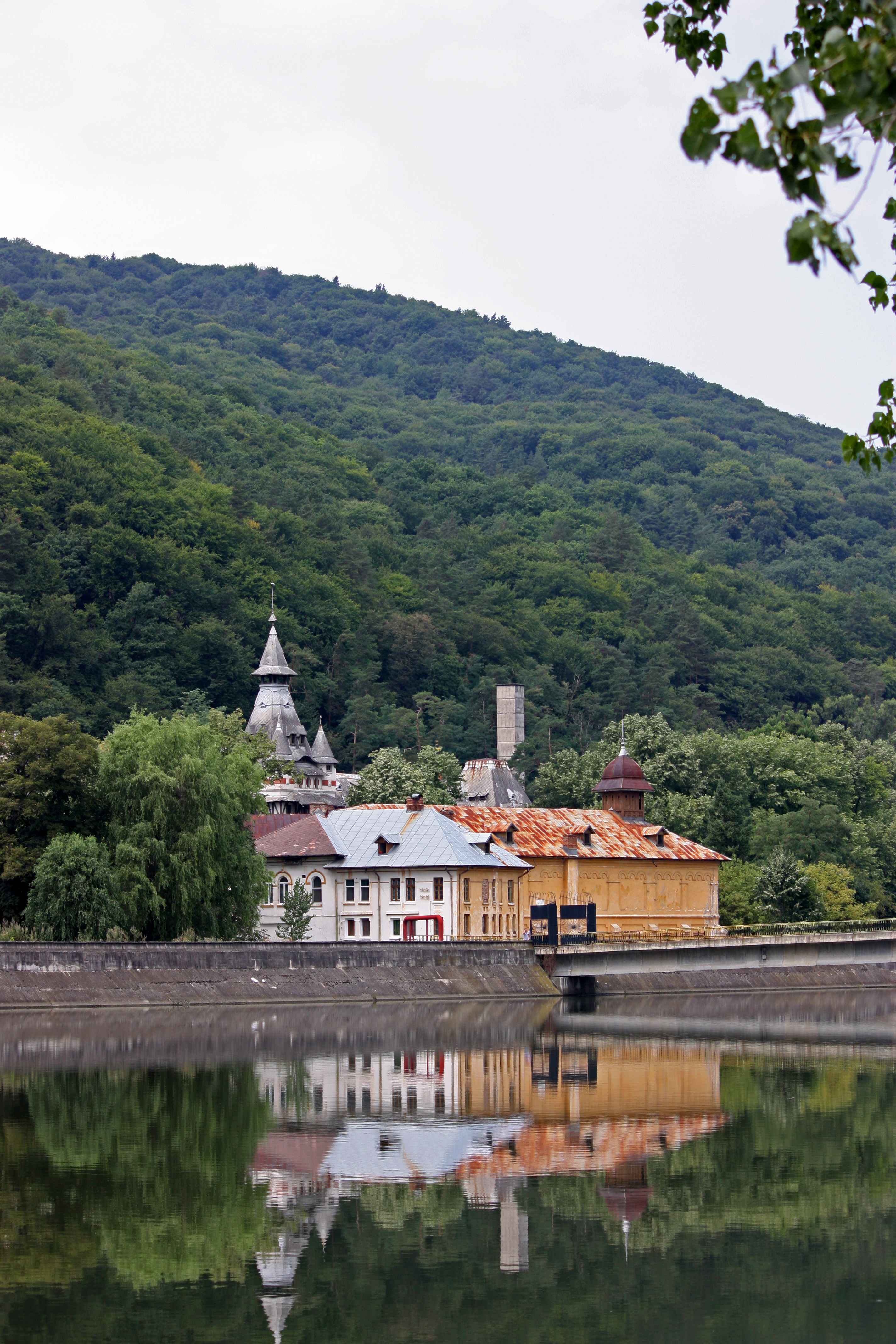
Pavelló Central
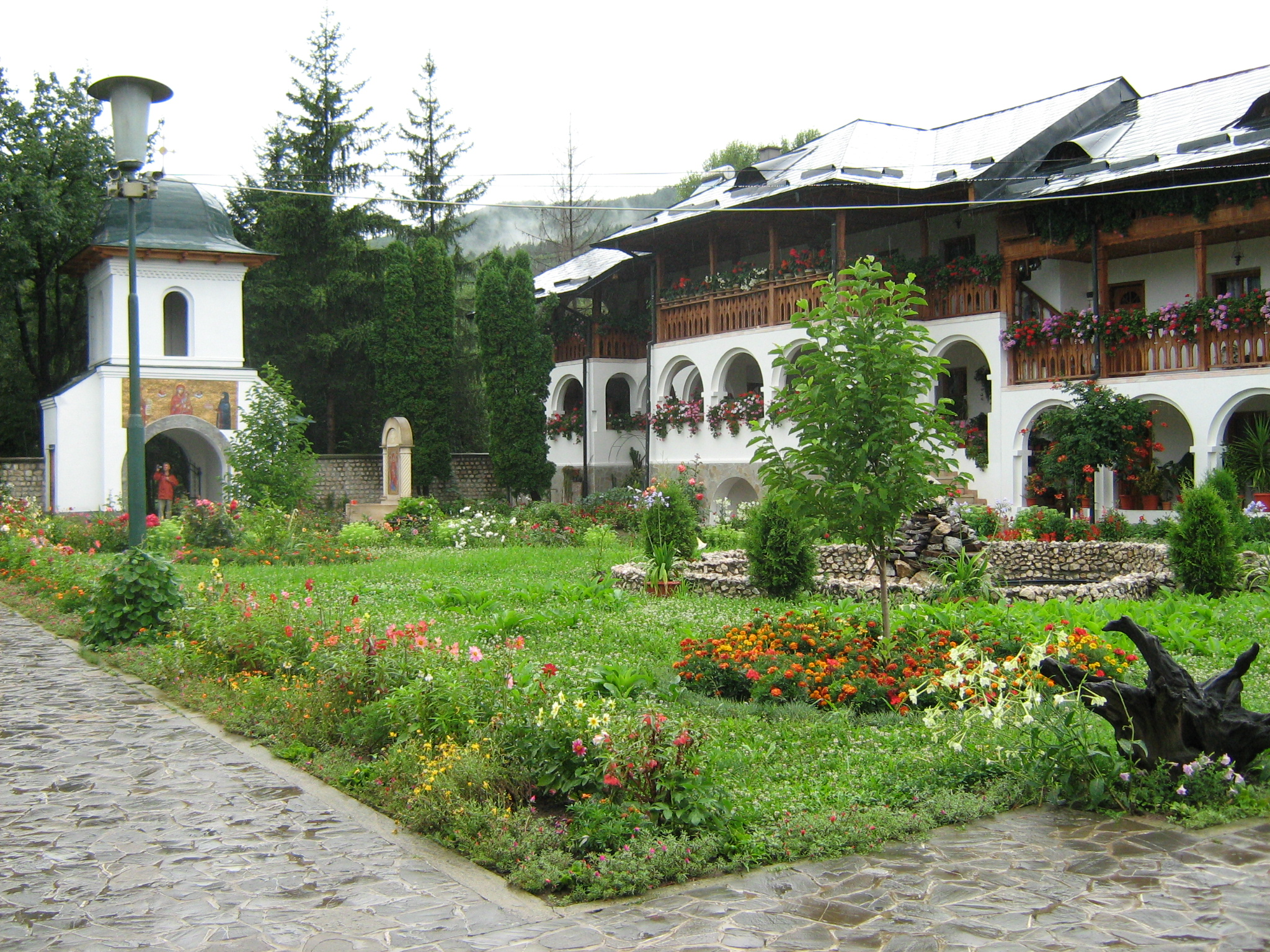
Monestir d'Ostrov
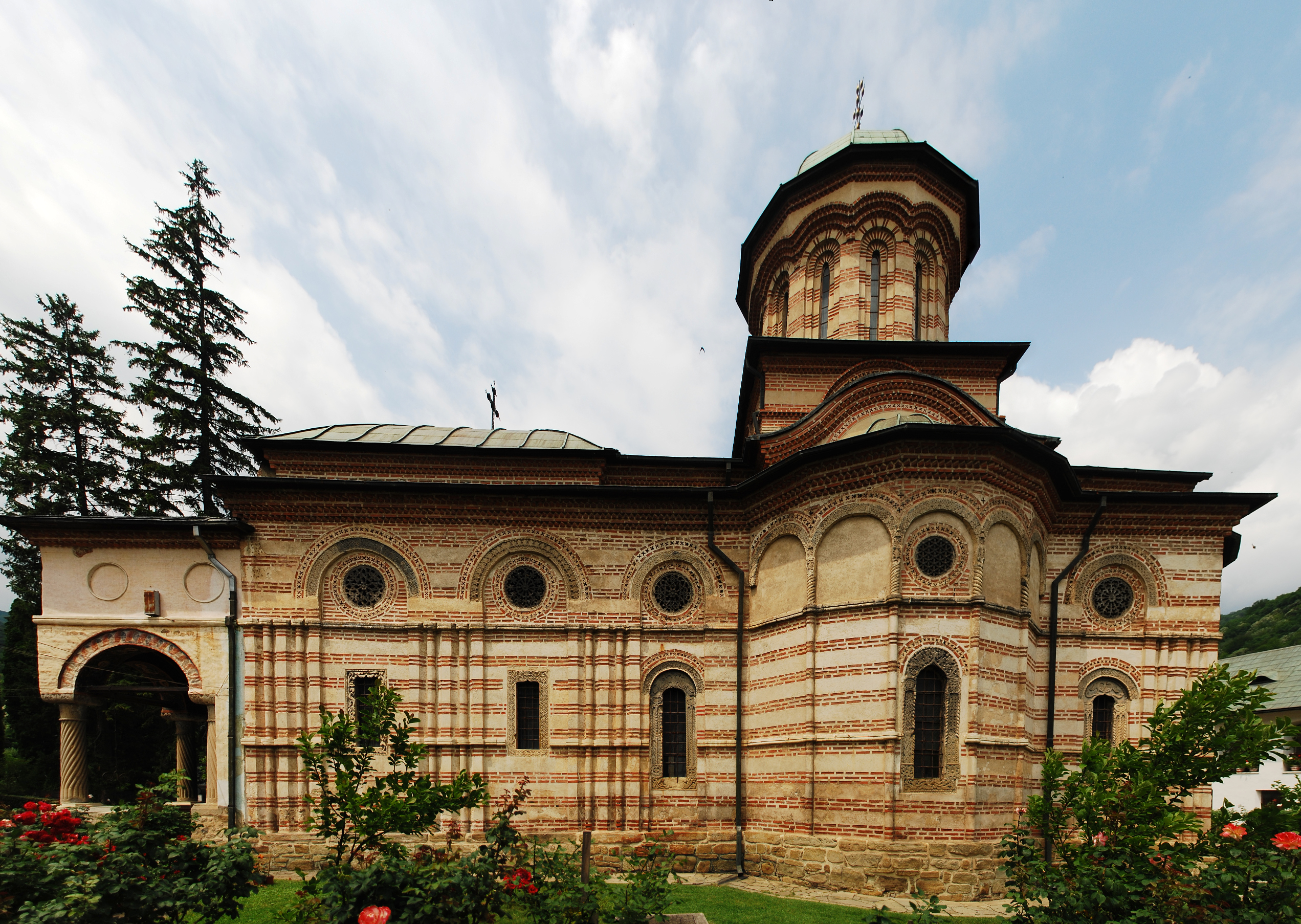
Església de la Santíssima Trinitat del monestir de Cozia
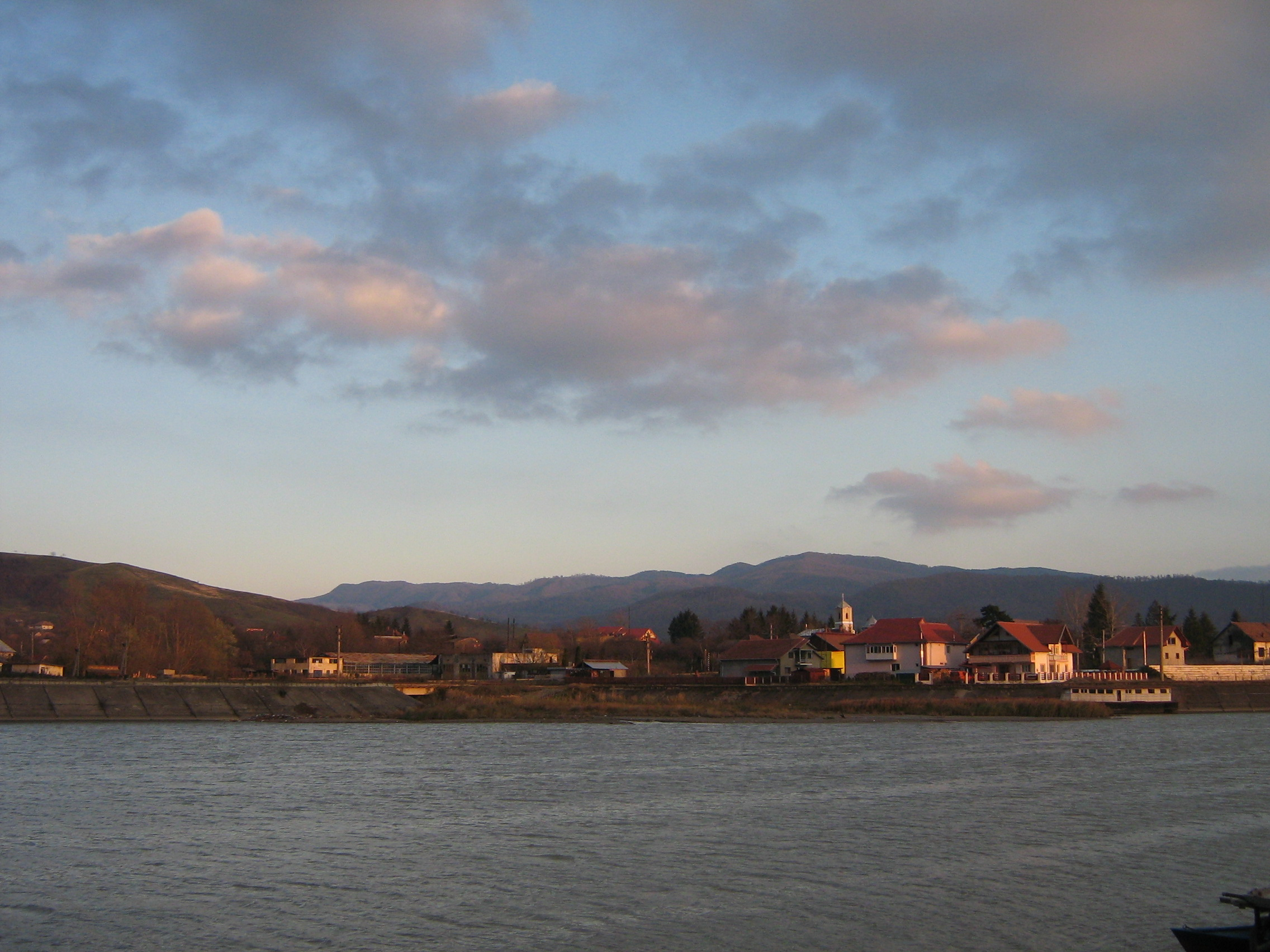
Riu Olt

## Fills il·lustres
- Ion Duminicel (nascut el 1954), bob de trineu
- Vlaicu Ionescu (nascut a Jiblea),[1] pintor d'expressionisme abstracte, comerciant d'art i escriptor sobre Nostradamus
- Nicolae Rădescu (1874–1953), lloctinent general i darrer primer govern comunista primer ministre de Romania
- Florin Zamfirescu (nascut el 1949), actor i director de teatre i cinema